# Theodore G. Bilbo
Theodore G. Bilbo (Poplarville, 1877. október 13. – New Orleans, 1947. augusztus 21.) az Amerikai Egyesült Államok szenátora (Mississippi, 1935–1947).